# Кальтюкова
Кальтюко́ва (рос. Кальтюкова) — присілок у складі Туринського міського округу Свердловської області.
Населення — 230 осіб (2010, 265 у 2002).
Національний склад населення станом на 2002 рік: росіяни — 95 %.